# Acaulia
Acaulia es una sección del género Angraecum perteneciente a la familia de las orquídeas.
Contiene seis especies originarias de Madagascar que tienen pequeñas flores de color amarillo verdosas.

## Especies seleccionadas
Seis especies:
- Angraecum pergracile Schltr. (1925)
- Angraecum rhynchoglossum